# Stadion De Vijverberg
Stadion De Vijverberg, kortweg De Vijverberg genoemd, is een voetbalstadion in het Achterhoekse Doetinchem. Het stadion, gebouwd in 1954, heeft een capaciteit van 12.600 plaatsen en is de thuisbasis van betaaldvoetbalclub De Graafschap.

## Geschiedenis

### Bouw en eerste wedstrijd
De Vijverberg werd in 1954 gebouwd voor het toen net opgerichte De Graafschap, dat deel zou gaan nemen aan de competitie van de NBVB. Het veld, gelegen aan de Vijverlaan, werd beschikbaar gesteld door een plaatselijke veehandelaar. De club had haast, want de competitie zou over enkele maanden beginnen. Binnen vijf maanden werd het veld geëgaliseerd en werden er rondom houten tribunes geplaatst, die voor een klein bedrag waren overgenomen van amateurclubs uit de omgeving. Daarnaast werden er enkele keten voor de kleedkamers en het bestuur gebouwd. Op 4 september 1954 zagen 12.000 toeschouwers Anton Beumer het allereerste doelpunt maken in een oefenwedstrijd tegen Fortuna '54 die uiteindelijk in 1-1 zou eindigen. De aftrap werd verricht door burgemeester J.E. Boddens Hosang, tot ongenoegen van de KNVB, die dit geen taak vond voor een burgervader.
De naam van het stadion is ontleend aan het gelijknamige hotel dat vroeger op de plek van het stadion stond. Voor de bouw daarvan moest een groot aantal vijvertjes worden gedempt, waardoor er een kleine berg ontstond.

### Renovaties volgen elkaar op
Enkele maanden later werd er een overdekte tribune met duizend plaatsen bijgebouwd, wat de totale capaciteit op 12.500 plaatsen bracht. Slechts 3500 hiervan waren zitplaatsen. Ondertussen was de NBVB opgeheven en deed de club mee in de reguliere KNVB-competitie. Ondanks de felle concurrentie van nabijgelegen clubs als Vitesse en AGOVV Apeldoorn trok de Graafschap veel toeschouwers, en al snel voldeed het stadion niet meer aan de gestelde eisen. Vanaf de jaren zestig zijn veel houten tribunes vervangen door betonnen versies, en in november 1969 werd er een overdekte Elascon-staantribune aan de westzijde geplaatst. Deze tribune zou de naam 'Spinnekop' krijgen, naar de Spionkop in het Liverpoolse Anfield-stadion, waar de fanatiekste supporters zaten. Ook de Doetinchemse Spinnenkop kreeg deze rol toebedeeld. In de daaropvolgdende maanden werden ook aan de andere drie zijdes tribunes geplaatst: aan de noordzijde de Roodbergentribune, aan de oostzijde de Groenendaaltribune, en aan de zuidzijde de Vijverbergtribune. Daarnaast werden er in de hoeken lichtinstallaties geplaatst.
In 1986 werd ook de Vijverbergtribune verbouwd en van een overkapping voorzien. Bij de opening op 16 maart van dat jaar telde de tribune 3000 plaatsen. Door de bouw van een hoofdgebouw voor onder meer de kantoren en de kleedkamers in dezelfde periode geldt deze zijde vanaf dat moment als hoofdtribune. Toen aan het begin van de jaren negentig de oostzijde (de Groenendaaltribune) van een eenvoudige zittribune werd voorzien kende het stadion vier verschillende stijlen, waarvan de Roodbergentribune - die sinds de bouw in 1954 vrijwel onaangeraakt is gebleven - de oudste is.

### Volledige verbouwing

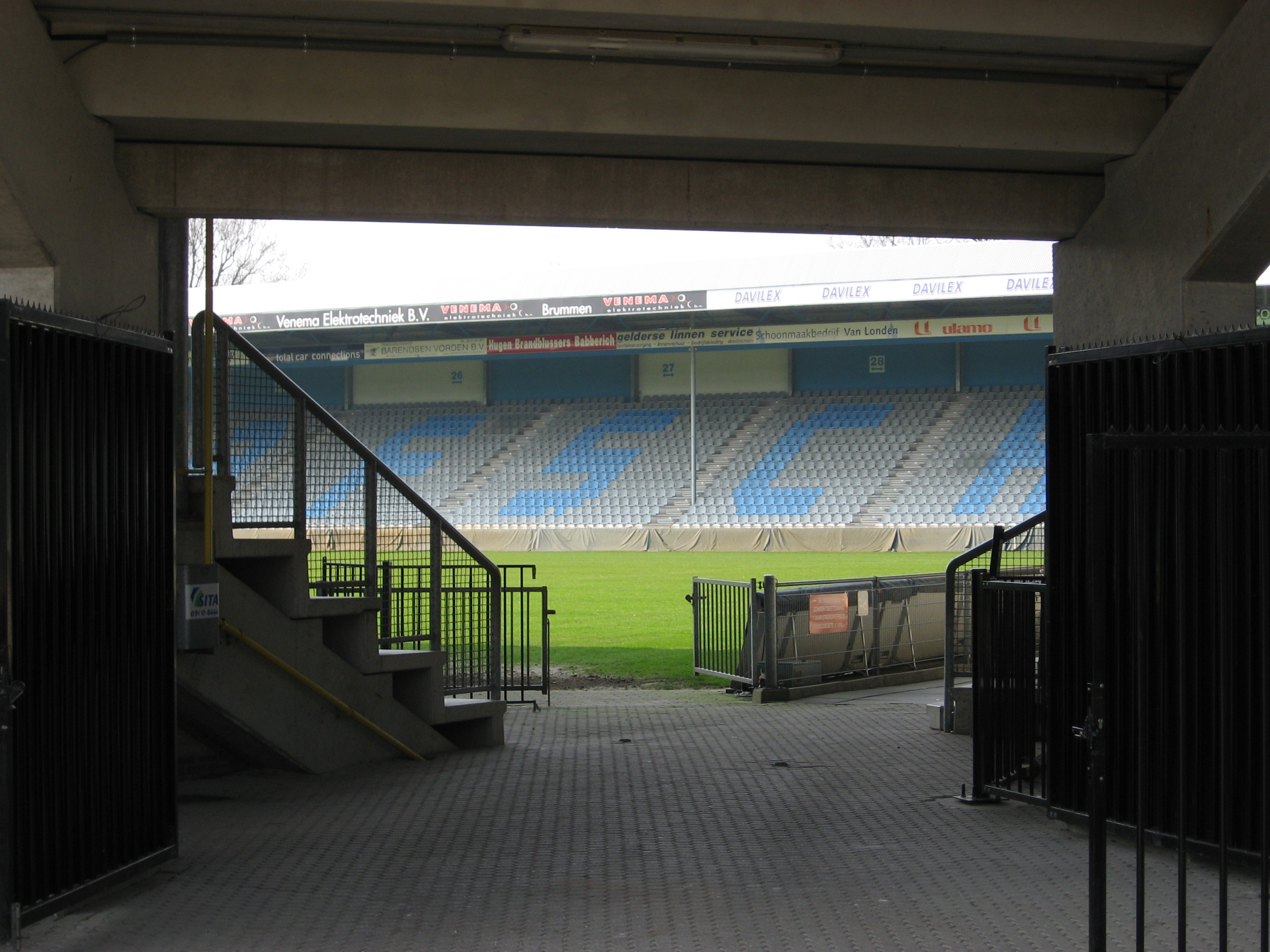
Gezicht op het veld

Halverwege de jaren negentig kwam men tot de conclusie dat ingrijpen noodzakelijk was, omdat de Vijverberg in zijn toenmalige vorm niet meer voldeed. Plannen voor een nieuw stadion werden door supporters zonder omhaal naar de prullenbak verwezen, waarna werd besloten tot een volledige renovatie, die in de zomer van 1998 begon. Binnen twee jaar werden alle vier tribunes gesloopt en vervangen door modernere bouwwerken. De vier hoeken werden dichtgebouwd en de tribunes kwamen dichter op het veld te staan, waardoor een compactere sfeer ontstond, die wordt vergeleken met veel Engelse stadions. De verbouwing was in 2000 gereed, en de vernieuwde Vijverberg werd op 12 augustus van dat jaar feestelijk geopend met een oefenwedstrijd tegen het Spaanse Deportivo Alavés. De wedstrijd zou eindigen in een doelpuntloos gelijkspel.
In het seizoen 2006-2007 verkeerde De Graafschap financieel in zwaar weer, en om uit de kosten te komen werd de grond waarop het stadion staat goedkoop overgenomen van de gemeente, zodat deze aan een groep investeerders kon worden doorverkocht. Ondanks de financiële malaise werden de Superboeren kampioen van de Eerste divisie, en keerden na twee jaar terug op het hoogste niveau. Om aan de verhoogde interesse te voldoen werd de Vijverberg uitgebreid van een kleine 11.000 naar ruim 12.600 plaatsen. Dit werd onder meer gerealiseerd door de onderste rij, die tot dan toe enkel stoelen voor de stewards telde, te voorzien van stadionstoeltjes.

### Spinside (Spinnekoptribune) vak 15 en vak 31
Vanaf seizoen 2008/2009 kreeg De Graafschap weer de beschikking over een staantribune. Op de Spinside-vakken 15 en 16 werd door de supporters altijd gedurende de hele wedstrijd al gestaan. De supporters hadden De Graafschap dus ook meerdere malen verzocht om de stoeltjes te verwijderen. De Graafschap heeft hier in het seizoen 2008/2009 ook daadwerkelijk toestemming voor gegeven.
Vanaf het seizoen 2012-2013 heeft de Brigata Tifosi, een fanatieke groep van de Graafschap, een eigen vak op de Spinnekop. Aan het begin van dat seizoen kregen ze nog een eigen vak toegewezen op de Roodbergentribune. Na een aanvaring ontstond er onenigheid tussen de Brigata Tifosi en de Graafschap en besloot de Graafschap het vak en hun hok, dat vol lag met spandoeken en banners, te sluiten. Na een goed gesprek kreeg de Brigata Tifosi in de winterstop hun hok terug en kregen ze een eigen vak op de Spinnekop (het oude vak 16 dat nu vak 31 heet).

### Drankverbod
In stadion De Vijverberg gold een algeheel drankverbod op de tribunes. De Graafschap had voor het begin van seizoen 2008/2009 een verzoek ingediend bij de gemeente Doetinchem om alcohol toe te staan op de tribunes, maar dit was afgewezen. De gemeente stond het niet toe omdat dit niet paste bij het alcoholmatigingsbeleid van de gemeente. In 2018 is er nog een poging gedaan om het alcoholverbod op te heffen. Burgemeester Bouman stemde hiermee in; het bier kwam dus weer terug op de tribune. De Achterhoekse jeugd stond bekend om fors drankgebruik op een vroege leeftijd. Voor De Graafschap was de afwijzing van alcohol extra zuur, omdat er zelden ongeregeldheden zijn bij De Graafschap en de club recent nog financieel gered was door Grolsch, een van oorsprong Achterhoekse bierbrouwer.

### Discussie over nieuw stadion
De Graafschap heeft onderzoek gedaan naar de bouw van een nieuw stadion. De Vijverberg is in de huidige vorm niet capabel genoeg om de begroting verder op te schroeven en van De Graafschap een stabiele eredivisieclub te maken. Het budget zou met behulp van een nieuw stadion stijgen van zo'n 10 miljoen naar zeker 15 miljoen euro. Meerdere locaties werden onderzocht waaronder een locatie langs de A18 op een nieuw te realiseren industrieterrein bij Wehl. Begin 2011 maakte De Graafschap bekend dat de voorkeur uitging naar een locatie op Sportpark-Zuid of op het voormalige Vredesteincomplex, beide te Doetinchem. In november 2011 echter strandden de onderhandelingen tussen projectontwikkelaar BAM en Van Wijnen, de grondeigenaar van het Vredesteinterrein. Eind februari 2012 werd bekendgemaakt dat de club afziet van een nieuw stadion en zich volledig gaat richten op uitbreiding en modernisering van het huidige stadion.

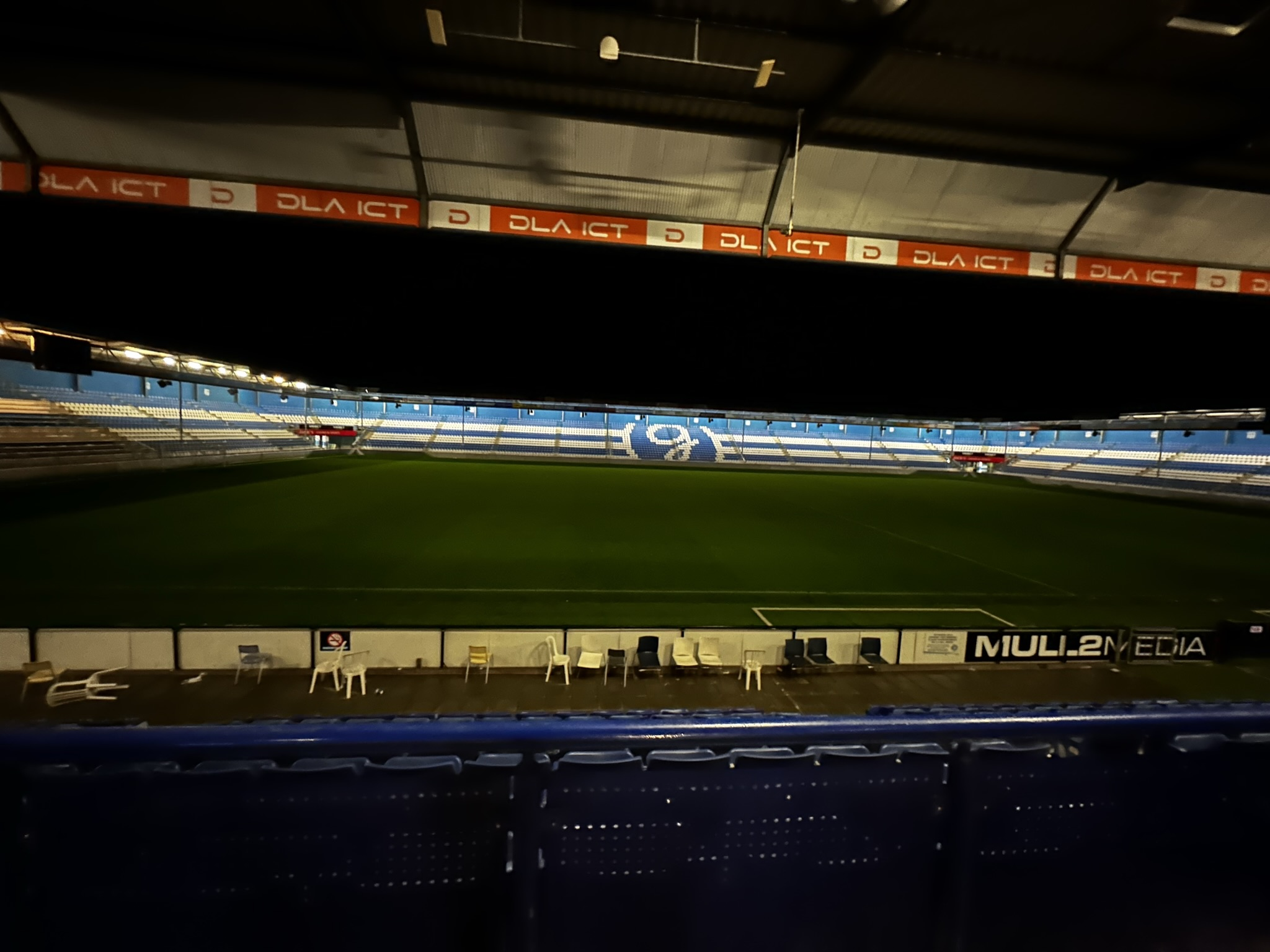
De binnenkant van de vijverberg in het donker

### Make-over door de supporters
In de zomer van 2020 kwam de supportersgroep "Brigata Tifosi" op het idee om de buitenkant van het stadion De Vijverberg, te beschilderen met muurschilderingen. Dit initiatief werd genomen na het stilleggen van de voetbalcompetitie als gevolg van de pandemie. De schilderingen zijn bedoeld om de clubkleuren meer terug te laten komen in de Achterhoekse voetbaltempel. Onder andere de iconische trainer Simon Kistemaker en het oorspronkelijke team van De Graafschap uit 1954 hebben een prominente plek gekregen op de buitenmuren van het stadion. Naast de Brigata Tifosi, is ook een andere supportersgroepen, de "Oldies DTC" en de ''Blue Brothers'', actief bezig geweest met de renovatie van het stadion. Zij hebben de binnenkant van het stadion onder handen genomen. Ze hebben alle stoeltjes en de trappen naar het bekende blauw/wit van De Graafschap geschilderd. Ook hebben ze in het midden van de Roodbergen tribune een groot De Graafschap logo geschilderd. Dit alles is bedoeld om de fan-ervaring te verbeteren en om het stadion een meer eenheid te geven.

## Interlands (vrouwen en jong oranje)
| #  | Datum            | Wedstrijd                              | Uitslag | Competitie                           |
| -- | ---------------- | -------------------------------------- | ------- | ------------------------------------ |
| 1. | 27 april 1988    | Nederland (olympisch elftal) – IJsland | 1 - 0   | OS-kwalificatie                      |
| 2. | 16 juli 2017     | Denemarken – België (V)                | 1 - 0   | UEFA Women's Euro 2017 (Groepsfase)  |
| 3. | 19 juli 2017     | Spanje – Portugal (V)                  | 2 - 0   | UEFA Women's Euro 2017 (Groepsfase)  |
| 4. | 22 juli 2017     | IJsland – Zwitserland (V)              | 1 - 2   | UEFA Women's Euro 2017 (Groepsfase)  |
| 5. | 25 juli 2017     | Zweden – Italië (V)                    | 2 - 3   | UEFA Women's Euro 2017 (Groepsfase)  |
| 6. | 29 juli 2017     | Nederland – Zweden (V)                 | 2 - 0   | UEFA Women's Euro 2017 (Kwartfinale) |
| 7. | 1 september 2017 | Jong Oranje – Jong Engeland            | 1 - 1   | EK-kwalificatie                      |
| 8. | 6 oktober 2017   | Jong Oranje – Jong Letland             | 3 - 0   | EK-kwalificatie                      |
| 9. | 22 maart 2018    | Jong Oranje – Jong België              | 1 - 4   | EK-kwalificatie                      |

Bijgewerkt t/m 23 juli 2018